# Parator zonatus
Parator zonatus är en fiskart som först beskrevs av Lin, 1935.  Parator zonatus ingår i släktet Parator och familjen karpfiskar. Inga underarter finns listade i Catalogue of Life.